# Дун Цзяньхуа
Дун Цзяньхуа (кит. трад.: 董建華; нар. 7 липня 1937, Шанхай) — гонконгський підприємець, мільйонер, політик, в 1997—2005 роках глава Сянгана (колишній Гонконг), нині заступник голови ВК НПКРК (з 2005 року).
Син багатого шанхайського судновласника. Закінчив Ліверпульський університет.
З 1 липня 1997 року по 10 березня 2005 року голова адміністрації САР Сянган, став першим його головою після передачі суверенітету Гонконгу від Великої Британії до КНР, переобраний на другий термін в 2002 році (мав правити до 2007 року). За власною заявою, залишив посаду достроково з причин проблем зі здоров'ям.
У грудні 2004 року верховний китайський лідер Ху Цзіньтао публічно закликав Дун Цзяньхуа «пошукати недоліки» в роботі адміністрації Сянгана. До цього його критикували за помилкові заходи щодо подолання азійської фінансової кризи 1997 року, неприйняття в 2003 році належних заходів по боротьбі з атиповою пневмонією, підтримку закону про боротьбу з «підривною діяльністю», можливого для використання для обмеження громадянських свобод.
З 2005 року заступник голови ВК НПКРК 10-12 скликань. (В 12 скликання з 2013 року — п'ятий за переліком.)